# 12776 Reynolds
A 12776 Reynolds (ideiglenes jelöléssel 1994 PT31) a Naprendszer kisbolygóövében található aszteroida. Eric Walter Elst fedezte fel 1994. augusztus 12-én.